# كريات مناحيم

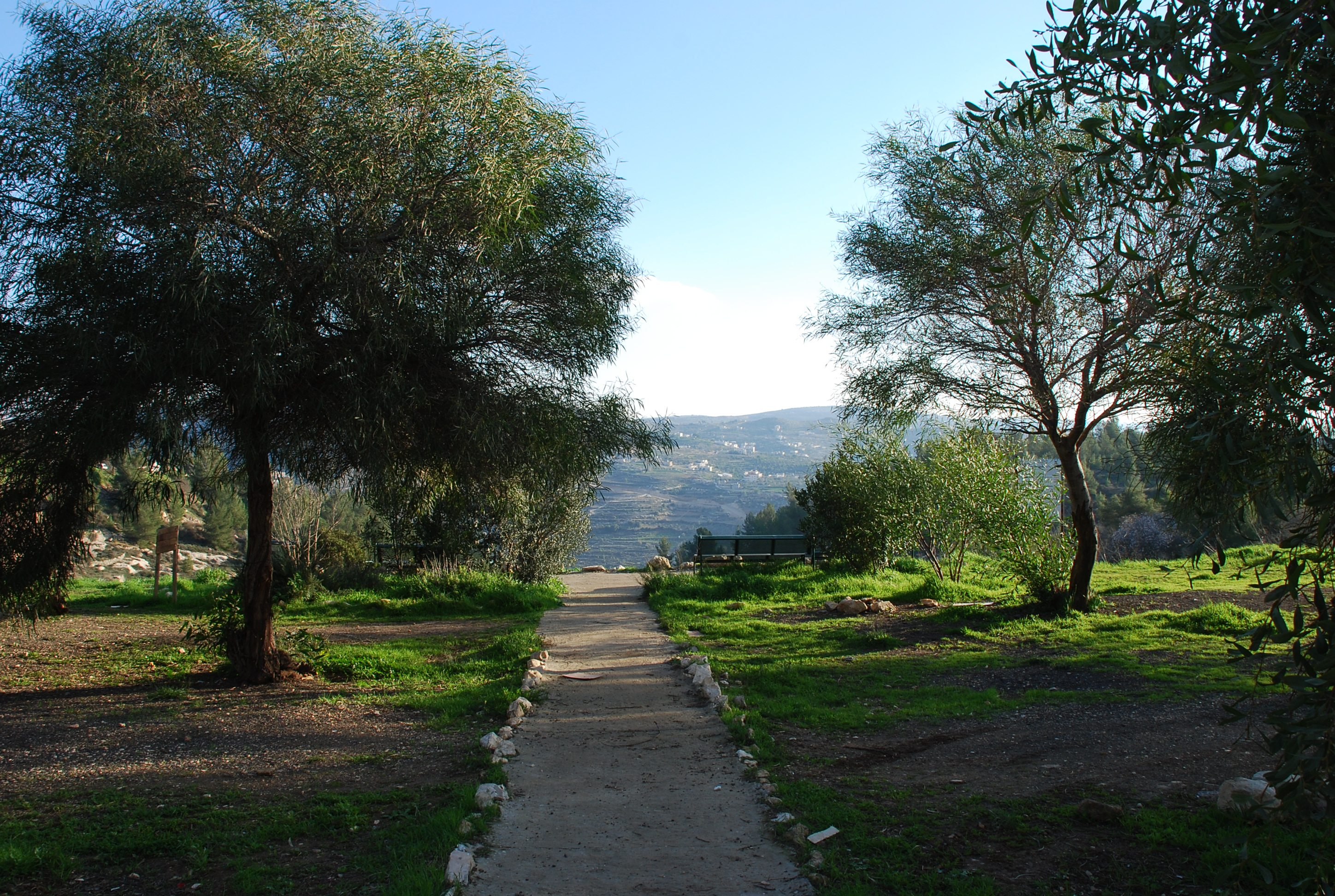
كريات مناحيم.

كريات مناحيم (بالعبرية: קרית מנחם) هو حي في جنوب غرب القدس، إسرائيل. يحده إر غنيم من الجنوب والشرق، وجبل أورا من الغرب، وتلال القدس من الشمال. إلى الغرب توجد تلال شديدة الانحدار تنساب نحو الجداول التي تتدفق إلى وادي الصرار إلى الشمال من مستشفى هداسا عين كارم. يطل الحي على قرية عين كارم ووادي الصرار وصطاف. سُمِّي الحي باسم رئيس الصندوق القومي اليهودي في الولايات المتحدة، ماكس (مناحيم) بريسلر الذي كان ناشطاً في بناء الحي للمهاجرين من شمال أفريقيا في مكان قريب هو نصب ياد كينيدي التذكاري للرئيس الأمريكي الراحل جون كينيدي.